# Enduro del Verano
L'Enduro del Verano ou l'Enduro del Verano Le Touquet est une compétition de moto-cross pour motos et quads, créée en 1992, en Argentine. Cette compétition est considérée comme la plus importante d'Amérique Latine et une des plus grandes au niveau mondial avec plus de 1300 participants. Elle se déroule chaque année, dans la station balnéaire de Villa Gesell (es)
, à la fin du mois de février. En 2014, elle est inscrite dans le Livre Guinness des records, comme la course de quads la plus importante du monde.

## Description

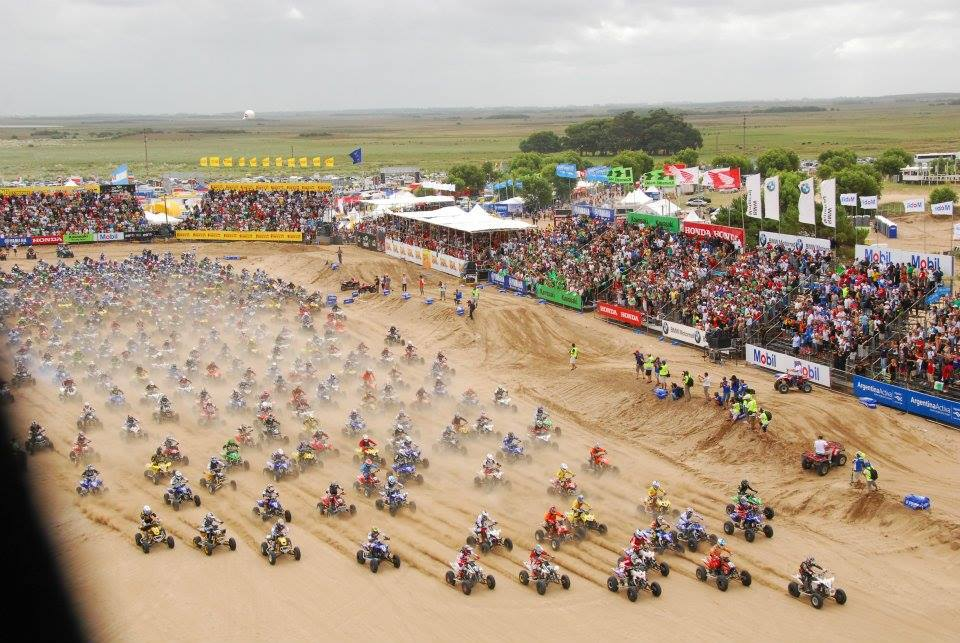
Le départ de la course de quads.

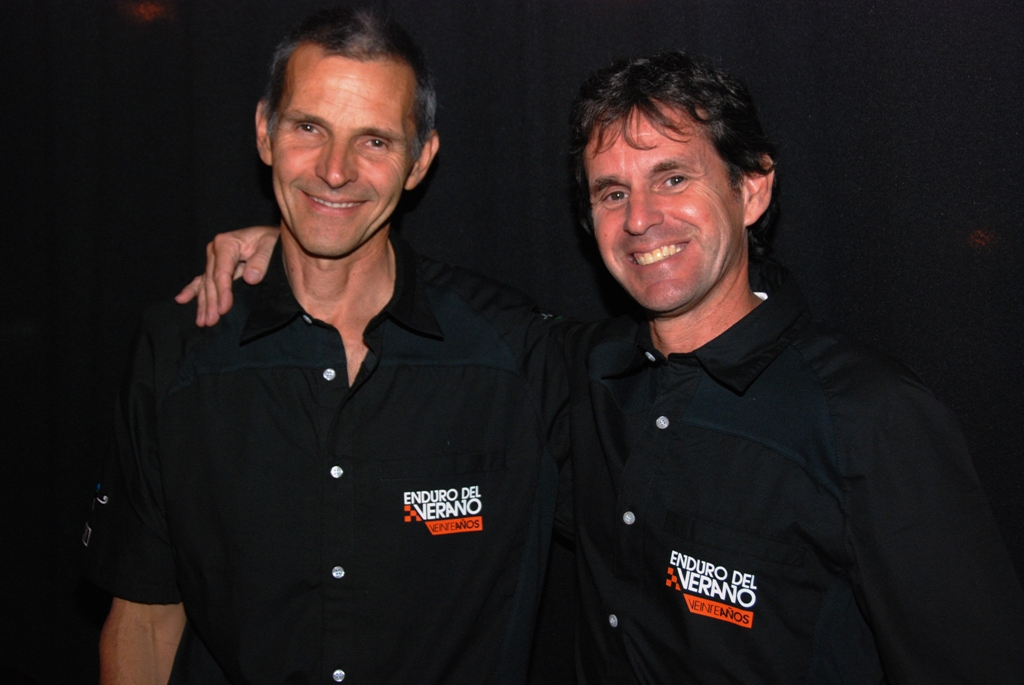
Les fondateurs, à gauche Charlie Allue et, à droite, Victor Gilabert.

La première édition se déroule en 1992 et est créée par Charlie « boy » Allue et Victor Gilabert, deux anciens pilotes de motos.
Cette compétition se déroule, dès 1992, à Pinamar, une ville balnéaire dans la Province de Buenos Aires, puis, à partir de 2006, dans la ville de Villa Gesell, dans un circuit naturel d'une longueur de 12,5 kilomètres, bordé de dunes culminant à 45 mètres de haut et une partie au bord de l'océan.
Plus de 1 300 motos et quads participent tous les ans à cet événement, grand classique du motocross et un des plus attendus d'Amérique latine.
Elle comprend les catégories et classes suivantes :
- motos, niveau amateur, junior et professionnel ;
- quads ;
- vétérans (2 temps et 4 temps) ;
- féminines.

L'Enduro del Verano s'inscrit, en 2023, dans la première Coupe du monde de course sur sable, organisée par la Fédération internationale de motocyclisme (FIM). L'Enduro del Verano est la deuxième épreuve de cette coupe du monde qui en compte trois, avec l'Enduropale, début février, et la Monte Gordo Beach Algarve au Portugal, dans la ville de Monte Gordo (pt), en décembre.